# Nicholas Danby
Nicholas Danby (* 19. Juli 1935; † 15. Juni 1997) war ein britischer Organist und Hochschullehrer.

## Leben
Danby studierte am Royal College of Music bei Ralph Downes und Guy Weitz. Er wirkte als Organist an der katholischen Church of the Immaculate Conception in London. Er lehrte als Professor für Orgel am Royal College of Music und an der Royal Academy of Music.